# Барановский, Алексей Георгиевич
А́лекс Кош (наст. имя Алексе́й Гео́ргиевич Барано́вский; род. 15 апреля 1983) — русский писатель-фантаст, член Союза писателей России.

## Биография
Родился в Москве. Окончил среднюю школу № 796. С 2000 обучался в МГУПИ по специальности «специалист по обработке металлов давлением». В университете несколько лет посвятил занятиям вокалу и участвовал в сборнике «Поэзии МГУПИ», а потом и в Пушкинском фестивале.
Увлекается спортом. Занимался фигурным катанием, хоккеем, карате (жёлтый пояс), кикбоксингом, ушу, скалолазанием, акробатикой, велотриалом, паркуром.
Автор серии романов, один из немногих современных российских фантастов, пишущих про вампиров.
В 2008 году на фестивале фантастики «Серебряная стрела» был признан «Лучшим писателем-фантастом года».

## Литературные произведения

### СерияДалёкая страна
В книгах рассматривается два мира: наш и вымышленный мир (прямых ссылок на названия мира — нет, но в книге указывается две страны: Империя Элиров и Шатерский Халифат).

В нашем мире действие происходит в Москве.

В вымышленном — в основном в Лите и Приграничье.
Так же вскользь упоминается Мир драконов, который служит мостом между всеми реальностями. Человек может попасть туда только во сне с помощью «запретной магии», при этом велик шанс лишиться рассудка.

#### Цикл «Если бы я был вампиром»
- Если бы я был вампиром. ISBN 5935563843. Суммарный тираж (включая все дополнительные тиражи) — 32500 экз.
- Вечеринка в стиле ВАМП. ISBN 5935568691. Суммарный тираж — 32000 экз.
- Корпорация ВАМП (работа ещё не начата)

#### Цикл «Ремесло»
- Огненный Факультет. ISBN 5-935-56492-0.
- Огненный Патруль. ISBN 5-935-56685-0.
- Огненный Орден. ISBN 978-5-9922-0840-5.
- Ремесло. Легенда о даре дракона (рассказ).
- Огненный Легион ISBN 978-5-9922-1538-0

### Серия «Адреналин»
- Игры масок. ISBN 9785992204353. Суммарный тираж — 29000 экз.
- Иллюзия поражения (завершена 11.02.2021, выложены 5 глав в открытый доступ на сайте author.today)
- Принцип равновесия (завершена 31.12.2021, прочитать можно на сайте author.today)
- Милосердие Проигравших (анонсировано)

### Серия «Одиночка»
- "Одиночка. Дорога мечей." 2014 г.
- " Союз проклятых." 2016 г.
- "Хранитель подземелья." 2020 г.
- "Древо страха." 2023 г.
- "Ход мертвецов." 2023 г.
- "Лед и Гром" 2024 г.
- "Пески Вечности" (Работа ведётся с 2024 г., выложено 10 глав)

### Вне серий
- Свобода движения
- Кулак Полуденной Звезды
- Волчье сердце
- Меч Императора
- Сказочник особого назначения
- Ремесло. Легенда о даре дракона
- Никого над нами
- Новогодняя сказка